# Martin Gruebele
Martin Gruebele (Stuttgart, 10 de enero de 1964)  es un fisicoquímico y biofísico americano nacido en Alemania que ocupa el puesto de profesor "James R. Eiszner" (sucediendo a Peter Guy Wolynes) de Química, además de ser profesor de Físicas, profesor de Biofísicas y Biología Computacional en la Universidad de Illinois en Urbana-Champaign, donde es el investigador principal del Grupo Gruebele.

## Educación
Completó su licenciatura en Química en la Universidad de California en Berkeley en 1984, consiguiendo el Certificado Universitario de Distinción y Cita de Departamento con los Honores más Altos. Fue asesorado por Ken Sauer (biofísica), Wilhelm Maier (síntesis orgánica), y Richard J. Saykally (espectroscopia láser). Hizo su trabajo de fin de grado en la Universidad de California, Berkeley, en el laboratorio de Richard J. Saykally, donde fue un becario universitario (1984-1986), becario predoctoral en IBM (1986-1987) y becario graduado en Dow Chemical (1987-1988). Posteriormente obtuvo un puesto postdoctoral con Ahmed Zewail en el Instituto de California de Tecnología, después del cual se unió a la facultad de la Universidad de Illinois en 1992.